# Ashlie Atkinson
Ashlie Atkinson (ur. 6 sierpnia 1977 w Little Rock) – amerykańska aktorka filmowa, sceniczna i telewizyjna.

## Biogram
W wieku siedemnastu lat przeniosła się do Nowego Jorku i podjęła się nauki w Barnard College, po roku powróciła jednak do rodzinnego Arkansas. Jest absolwentką Hendrix College w Conway.
Jako aktorka znana jest głównie z pracy teatralnej. Rola w sztuce Fat Pig przyniosła jej w 2004 roku prestiżową nagrodę Theatre World.

## Filmografia
| Rok  | Tytuł                               | Tytuł oryginalny                                     | Rola                       |
| ---- | ----------------------------------- | ---------------------------------------------------- | -------------------------- |
| 2016 | Certain Women                       |                                                      | Patty                      |
| 2015 | Most szpiegów                       | Bridge of Spies                                      | Nauczycielka w klasie      |
| 2015 | The Lennon Report                   |                                                      | Deartra Sato               |
| 2015 | Blood Stripe                        |                                                      | Barb                       |
| 2014 | Lyle                                |                                                      | Faye                       |
| 2014 | Smoke Bomb Boys                     |                                                      | Rzeźnik                    |
| 2013 | Daleko ci do sławy                  | He’s Way More Famous Than You                        | Gina                       |
| 2013 | Panaceum                            | Side Effects                                         | (niewymieniona w czołówce) |
| 2013 | Wilk z Wall Street                  | The Wolf of Wall Street                              | Rochelle Applebaum         |
| 2013 | Chłód nadchodzi nocą                | Cold Comes the Night                                 | Pracownica ds. socjalnych  |
| 2013 | Remedy                              |                                                      | Nadine                     |
| 2013 | Us & Them (serial TV 2013 -)        |                                                      | Nessa                      |
| 2012 | Siła perswazji                      | Compliance                                           | Marti                      |
| 2012 | Weekend Away                        |                                                      | Matka                      |
| 2012 | My Best Day                         |                                                      | Meagan                     |
| 2012 | Elementary (serial TV 2012 -)       |                                                      | Gay                        |
| 2010 | Wszystko, co dobre                  | All Good Things                                      | Bonnie Felder              |
| 2010 | 13                                  |                                                      | Margot                     |
| 2010 | BearCity                            |                                                      | Amy                        |
| 2010 | Niewidzialny znak                   | An Invisible Sign                                    | Ciotka Lisy                |
| 2010 | Jedz, módl się, kochaj              | Eat Pray Love                                        | Dziewczyna w księgarni     |
| 2010 | Louie (serial TV 2010 -)            |                                                      | Nauczycielka               |
| 2010 | Zakazane imperium                   | Boardwalk Empire (serial TV 2010 – 2014)             | Gianconda                  |
| 2010 | Zaprzysiężeni                       | Blue Bloods (serial TV 2010 -)                       |                            |
| 2009 | When the Evening Comes              |                                                      | Angie                      |
| 2009 | Było sobie kłamstwo                 | The Invention of Lying                               | Kasjerka w banku           |
| 2009 | Hungry Years                        |                                                      | Martha                     |
| 2009 | Komisariat drugi                    | The Unusuals (serial TV 2009 -)                      | Tanya Blanston             |
| 2009 | Znudzony na śmierć                  | Bored to Death (serial TV 2009 – 2011)               | Oszalała matka             |
| 2009 | Siostra Jackie                      | Nurse Jackie (serial TV 2009 – 2015)                 | Kim                        |
| 2009 | Żona idealna                        | The Good Wife (serial TV 2009 – 2016)                | Octavia Howe               |
| 2008 | Kaszmirowa mafia                    | Ellen Zimmerman                                      |                            |
| 2008 | Gitara                              | The Guitar                                           | Recepcjonistka             |
| 2008 | Last Call                           |                                                      | Donna                      |
| 2008 | Another Gay Sequel: Gays Gone Wild  |                                                      | Muffler                    |
| 2008 | Quid Pro Quo                        |                                                      | Candy                      |
| 2007 | Margot jedzie na ślub               | Margot at the Wedding                                | Becky                      |
| 2007 | Me & Lee? (TV)                      |                                                      | Melinda                    |
| 2006 | Plan doskonały                      | Inside Man                                           | Burke                      |
| 2006 | Kolejny gejowski film               | Another Gay Movie                                    | Muffler                    |
| 2006 | Puccini dla początkujących          | Puccini for Beginners                                | Kobieta siedząca na ławce  |
| 2006 | 1300 gramów                         | 3 lbs. (serial TV 2006 -)                            | Siostra Rhonda             |
| 2006 | The Wedding Album (TV)              |                                                      |                            |
| 2006 | Rockefeller Plaza 30                | 30 Rock (serial TV 2006 – 2013)                      | Theresa                    |
| 2005 | Acting Class                        |                                                      | Producent                  |
| 2004 | Wołanie o pomoc                     | Rescue Me (serial TV 2004 – 2011)                    | Theresa                    |
| 2001 | Prawo i porządek: Zbrodniczy zamiar | Law & Order: Criminal Intent (serial TV 2001 – 2011) | Lisa Williams / Lisa Kirby |
| 1999 | Prawo i porządek: sekcja specjalna  | Law & Order: Special Victims Unit (serial TV 1999 -) | Rachel Gray                |

Źródło